# Sankt Görans katolska församling
Sankt Görans katolska församling är en romersk-katolsk församling i Karlskoga. Församlingen tillhör Stockholms katolska stift.
Sankt Görans kyrka i Karlskoga invigdes av biskop Anders Arborelius den 21 september 2008.